# Diplycosia caudatifolia
Diplycosia caudatifolia är en ljungväxtart som beskrevs av Herman Otto Sleumer. Diplycosia caudatifolia ingår i släktet Diplycosia och familjen ljungväxter. Inga underarter finns listade i Catalogue of Life.